# 第49回社会人野球日本選手権大会予選
第49回社会人野球日本選手権大会予選は、第49回社会人野球日本選手権大会の出場チームを決定するために行われた予選および各種大会の結果をまとめたものである。（コールドゲーム及び延長戦のイニングは記載していない。）

## 第95回都市対抗野球大会
三菱重工Eastが本戦出場

## 第48回全日本クラブ野球選手権大会
- 1回戦

ショウワコーポレーション　3－1　札幌ホーネッツ
川口ゴールデンドリームス　6－4　弘前アレッズ
エフコムベースボールクラブ　7－0　シンバネットワークアーマンズベースボールクラブ
全府中野球倶楽部　4－3　焼津マーリンズ
大和高田クラブ　9－0　松山フェニックス
ハナマウイ　11－5　東北マークス
マツゲン箕島硬式野球部　7－1　千曲川硬式野球クラブ
水沢駒形野球倶楽部　9－2　横浜金港クラブ
- 準々決勝

ショウワコーポレーション　10－2　川口ゴールデンドリームス
エフコムベースボールクラブ　9－3　全府中野球倶楽部
大和高田クラブ　8－1　ハナマウイ
マツゲン箕島硬式野球部　3－1　水沢駒形野球倶楽部
- 準決勝

エフコムベースボールクラブ　3－2　ショウワコーポレーション
マツゲン箕島硬式野球部　6－0　大和高田クラブ
- 決勝（9月3日・ジェットブラックフラワーズスタジアム）

マツゲン箕島硬式野球部　9－1　エフコムベースボールクラブ
マツゲン箕島硬式野球部が本戦出場

## 日本選手権対象大会

### 第78回JABA東京スポニチ大会
- 予選リーグAブロック

1位：セガサミー、2位：東海理化、3位：日本新薬、4位：日本製鉄鹿島
- 予選リーグBブロック

1位：JR東日本、2位：JFE西日本、3位：ENEOS、4位：Honda熊本
- 予選リーグCブロック

1位：日本通運、2位：鷺宮製作所、3位：日本製鉄東海REX、4位：ニチダイ
- 予選リーグDブロック

1位：Honda、2位：大阪ガス、3位：日立製作所、4位：JR東日本東北
- 準決勝

日本通運　6－5　JR東日本
Honda　3－1　セガサミー
- 決勝（3月14日・明治神宮野球場）

Honda　7－0　日本通運
Hondaが本戦出場

### 第70回JABA静岡大会
- 予選リーグAブロック

1位：ヤマハ、2位：SUBARU、3位：ロキテクノ富山、4位：ジェイプロジェクト
- 予選リーグBブロック

1位：東京ガス、2位：Honda鈴鹿、3位：東海理化、4位：パナソニック
- 予選リーグCブロック

1位：トヨタ自動車、2位：JFE東日本、3位：JR東海、4位：エナジック
- 予選リーグDブロック

1位：NTT東日本、2位：東邦ガス、3位：TDK、4位：日本製鉄東海REX
- 準決勝

NTT東日本　6－1　トヨタ自動車
ヤマハ　3－0　東京ガス
- 決勝（4月8日・浜松球場）

NTT東日本　4－0　ヤマハ
NTT東日本が本戦出場

### 第52回JABA四国大会
- 予選リーグAブロック

1位：JR四国、2位：日本製鉄かずさマジック、3位：沖縄電力、4位：ツネイシブルーパイレーツ
- 予選リーグBブロック

1位：王子、2位：四国銀行、3位：NTT西日本、4位：三菱自動車倉敷オーシャンズ
- 予選リーグCブロック

1位：JR西日本、2位：KMGホールディングス、3位：東芝、4位：アークバリア
- 予選リーグDブロック

1位：ミキハウス、2位：明治安田生命、3位：大福ロジスティクス、4位：香川オリーブガイナーズ
- 準決勝

王子　7－3　ミキハウス
JR西日本　8－0　JR四国
- 決勝（4月9日・レクザムボールパーク丸亀）

JR西日本　3－2　王子
JR西日本が本戦出場

### 第66回JABA岡山大会
- 予選リーグAブロック

1位：西部ガス、2位：三菱重工West、3位：JR西日本、4位：四国銀行
- 予選リーグBブロック

1位：西濃運輸、2位：JR東日本、3位：日鉄ステンレス、4位：三菱自動車倉敷オーシャンズ
- 予選リーグCブロック

1位：Honda熊本、2位：パナソニック、3位：伯和ビクトリーズ、4位：航空自衛隊千歳
- 予選リーグDブロック

1位：JFE西日本、2位：日本通運、3位：シティライト岡山、4位：三菱自動車岡崎
- 準決勝

西部ガス　1－0　西濃運輸
Honda熊本　4－0　JFE西日本
- 決勝（4月16日・倉敷マスカットスタジアム）

西部ガス　4－3　Honda熊本
西部ガスが本戦出場

### 第46回JABA日立市長杯争奪野球大会
- 予選リーグAブロック

1位：JR東海、2位：日立製作所、3位：日本製鉄かずさマジック、4位：日本製紙石巻
- 予選リーグBブロック

1位：日本製鉄鹿島、2位：日本生命、3位：Honda、4位：ジェイプロジェクト
- 予選リーグCブロック

1位：NTT東日本、2位：SUBARU、3位：日本製鐵瀬戸内、4位：JR東日本東北
- 予選リーグDブロック

1位：三菱重工East、2位：JR九州、3位：Honda鈴鹿、4位：エイジェック
- 準決勝

三菱重工East　4－3　NTT東日本
日本製鉄鹿島　7－0　JR東海
- 決勝（4月17日・日立製作所野球場）

日本製鉄鹿島　4－1　三菱重工East
日本製鉄鹿島が本戦出場

### 第74回JABA京都大会
- 予選リーグAブロック

1位：ヤマハ、2位：NTT西日本、3位：明治安田生命、4位：三菱重工West
- 予選リーグBブロック

1位：東芝、2位：ミキハウス、3位：パナソニック、4位：シティライト岡山
- 予選リーグCブロック

1位：大阪ガス、2位：東京ガス、3位：日本製鉄瀬戸内、4位：JR西日本
- 予選リーグDブロック

1位：トヨタ自動車、2位：日本新薬、3位：日本生命、4位：トヨタ自動車
- 準決勝

東芝　4－0　大阪ガス
ヤマハ　7－3　トヨタ自動車
- 決勝（5月2日・わかさスタジアム京都）

東芝　5－1　ヤマハ
東芝が本戦出場

### 第76回JABAベーブルース杯争奪大会
- 予選リーグAブロック

1位：日本製鉄かずさマジック、2位：Honda鈴鹿、3位：JFE西日本、4位：伏木海陸運送
- 予選リーグBブロック

1位：日本製鉄東海REX、2位：王子、3位：信越硬式野球クラブ、4位：セガサミー
- 予選リーグCブロック

1位：三菱自動車岡崎、2位：ニチダイ、3位：エイジェック、4位：東邦ガス
- 予選リーグDブロック

1位：鷺宮製作所、2位：東海理化、3位：北海道ガス、4位：西濃運輸
- 準決勝

日本製鉄かずさマジック　12－1　鷺宮製作所
日本製鉄東海REX　4－2　三菱自動車岡崎
- 決勝（5月5日・長良川球場）

日本製鉄東海REX　5－1　日本製鉄かずさマジック
日本製鉄東海REXが本戦出場

### 第76回JABA九州大会
- 予選リーグAブロック

1位：JR東日本、2位：西部ガス、3位：日本生命、4位：エナジック
- 予選リーグBブロック

1位：三菱重工East、2位：Honda鈴鹿、3位：KMGホールディングス、4位：アスミビルダーズ
- 予選リーグCブロック

1位：日本通運、2位：沖縄電力、3位：JR東海、4位：宮崎梅田学園
- 予選リーグDブロック

1位：トヨタ自動車、2位：日鉄ステンレス、3位：SUBARU、4位：ビッグ開発ベースボールクラブ
- 準決勝

トヨタ自動車　11－8　JR東日本
日本通運　5－3　三菱重工East
- 決勝（5月11日・北九州市民球場）

トヨタ自動車　7－0　日本通運
トヨタ自動車が本戦出場

### 第54回JABA東北大会
- 予選リーグAブロック

1位：日本新薬、2位：JFE東日本、3位：JR東日本東北、4位：日本製鉄室蘭シャークス
- 予選リーグBブロック

1位：バイタルネット、2位：NTT東日本、3位：日本製紙石巻、4位：JR北海道硬式野球クラブ
- 予選リーグCブロック

1位：ヤマハ、2位：ENEOS、3位：トヨタ自動車東日本、4位：IMF BANDITS 富山
- 予選リーグDブロック

1位：日立製作所、2位：七十七銀行、3位：TDK、4位：ミキハウス
- 準決勝

ヤマハ　5－1　日立製作所
バイタルネット　3－0　日本新薬
- 決勝（5月12日・仙台市民球場）

ヤマハ　10－1　バイタルネット
ヤマハが本戦出場

### 第65回JABA北海道大会
- 予選リーグAブロック

1位：北海道ガス、2位：七十七銀行、3位：エイジェック、4位：明治安田
- 予選リーグBブロック

1位：三菱重工West、2位：西濃運輸、3位：航空自衛隊千歳、4位：茨城トヨペット
- 予選リーグCブロック

1位：日本製鉄鹿島、2位：JR北海道硬式野球クラブ、3位：テイ・エス テック、4位：トヨタ自動車東日本
- 予選リーグDブロック

1位：大阪ガス、2位：バイタルネット、3位：ジェイプロジェクト、4位：日本製鉄室蘭シャークス
- 準決勝

三菱重工West　7－0　大阪ガス
日本製鉄鹿島　3－1　北海道ガス
- 決勝（6月22日・札幌市円山球場）

日本製鉄鹿島　5－4　三菱重工East
日本製鉄鹿島は日立市長杯大会も優勝したため、関東地区からの最終予選出場枠1増

### 第65回JABA長野県知事旗争奪野球大会
- 予選リーグAブロック

1位：東邦ガス、2位：日本製紙石巻、3位：三菱重工East、4位：信越硬式野球クラブ
- 予選リーグBブロック

1位：ENEOS、2位：バイタルネット、3位：三菱自動車岡崎、4位：NTT西日本
- 予選リーグCブロック

1位：王子、2位：オールフロンティア、3位：東京ガス、4位：伏木海陸運送
- 予選リーグDブロック

1位：TDK、2位：JPアセット証券、3位：ロキテクノ富山、4位：FedEx
- 準決勝

王子　11－7　ENEOS
TDK　6－5　東邦ガス
- 決勝（8月12日・長野オリンピックスタジアム）

TDK　5－3　王子
TDKが本戦出場

## 地区最終予選

### 北海道地区
- リーグ戦

日本製鉄室蘭シャークス　4－0　航空自衛隊千歳
北海道ガス　5－4　JR北海道硬式野球クラブ
JR北海道硬式野球クラブ　6－2　日本製鉄室蘭シャークス
北海道ガス　3－1　航空自衛隊千歳
JR北海道硬式野球クラブ　1－0　航空自衛隊千歳
日本製鉄室蘭シャークス　2－1　北海道ガス
- 代表決定巴戦（日本製鉄室蘭球場）

JR北海道硬式野球クラブ　6－1　日本製鉄室蘭シャークス
JR北海道硬式野球クラブ　6－3　北海道ガス
JR北海道硬式野球クラブが本戦出場

### 東北地区
TDKは出場権を獲得済み。
- 1回戦

JR秋田　2－1　JR盛岡
トヨタ自動車東日本　5－3　JR東日本東北
- 準決勝

七十七銀行　13－4　JR秋田
日本製紙石巻　7－0　トヨタ自動車東日本
- 代表決定戦（仙台市民球場）

日本製紙石巻　7－2　七十七銀行
日本製紙石巻が本戦出場

### 北信越地区
- 1回戦

IMF BANDITS 富山　10－0　JR新潟
バイタルネット　4－2　伏木海陸運送
ロキテクノ富山　9－2　FedEx
- 準決勝

信越硬式野球クラブ　2－1　IMF BANDITS 富山
バイタルネット　6－5　ロキテクノ富山
- 代表決定戦（佐久総合運動公園野球場）

バイタルネット　9－3　信越硬式野球クラブ
バイタルネットが本戦出場

### 関東地区
三菱重工East、Honda、NTT東日本、日本製鉄鹿島、東芝は出場権を獲得済み。
- 1回戦

茨城日産　3－2　テイ・エス テック
オールフロンティア　11－3　SUNホールディングスEAST
茨城トヨペット　7－0　JR千葉
JPアセット証券　9－0　JR水戸
- 2回戦

日立製作所　6－2　エイジェック
JR東日本　6－2　茨城日産
日本通運　1－0　日本製鉄かずさマジック
明治安田　3－2　オールフロンティア
鷺宮製作所　4－2　セガサミー
東京ガス　5－0　茨城トヨペット
ENEOS　2－0　SUBARU
JFE東日本　4－1　JPアセット証券
- 代表決定戦（川崎市等々力球場、大田スタジアム）

日立製作所　5－0　JR東日本
明治安田　8－7　日本通運
東京ガス　4－3　鷺宮製作所
ENEOS　4－3　JFE東日本
- 敗者復活1回戦

JR東日本　3－2　日本通運
JFE東日本　3－2　鷺宮製作所
- 敗者復活代表決定戦（川崎市等々力球場）

JR東日本　5－1　JFE東日本
日立製作所、明治安田、東京ガス、ENEOS、JR東日本が本戦出場

### 東海地区
日本製鉄東海REX、トヨタ自動車、ヤマハは出場権を獲得済み。
- 1回戦

JR東海　8－3　西濃運輸
三菱自動車岡崎　6－0　東海理化
Honda鈴鹿　2－1　東邦ガス
王子　5－3　ジェイプロジェクト
- 2回戦

三菱自動車岡崎　3－1　JR東海
王子　6－5　Honda鈴鹿
- 代表決定戦（岡崎レッドダイヤモンドスタジアム）

三菱自動車岡崎　3－2　王子
- 敗者復活①1回戦

JR東海　7－2　Honda鈴鹿
- 敗者復活①代表決定戦（岡崎レッドダイヤモンドスタジアム）

JR東海　4－3　王子
- 敗者復活②1回戦

東海理化　5－3　西濃運輸
東邦ガス　6－3　ジェイプロジェクト
- 敗者復活②2回戦

東海理化　4－3　東邦ガス
- 敗者復活②3回戦

東海理化　5－1　Honda鈴鹿
- 敗者復活②代表決定戦（岡崎レッドダイヤモンドスタジアム）

王子　6－4　東海理化
三菱自動車岡崎、JR東海、王子が本戦出場

### 近畿地区
- 1回戦

NTT西日本　7－2　YBSホールディングス
- 2回戦

日本生命　6－3　ムラチグループ
ミキハウス　9－1　島津製作所
日本製鉄瀬戸内　9－1　履正社スポーツ専門学校
日本新薬　3－0　アスミビルダーズ
パナソニック　20－4　関メディベースボール学院
三菱重工West　6－1　SUNホールディングスWEST
大阪ガス　3－1　ルネス紅葉スポーツ柔整専門学校
NTT西日本　8－2　ニチダイ
- 3回戦

ミキハウス　3－2　日本生命
日本新薬　2－1　日本製鉄瀬戸内
三菱重工West　2－1　パナソニック
NTT西日本　11－0　大阪ガス
- 代表決定戦（わかさスタジアム京都）

日本新薬　5－1　ミキハウス
NTT西日本　7－6　三菱重工West
- 敗者復活1回戦

YBSホールディングス　6－1　ムラチグループ
- 敗者復活2回戦

ニチダイ　2－0　YBSホールディングス
島津製作所　9－2　履正社スポーツ専門学校
アスミビルダーズ　6－5　関メディベースボール学院
SUNホールディングス　6－1　ルネス紅葉スポーツ柔整専門学校
- 敗者復活3回戦

パナソニック　9－1　ニチダイ
大阪ガス　1－0　島津製作所
アスミビルダーズ　3－0　日本生命
日本製鉄瀬戸内　9－2　SUNホールディングスWEST
- 敗者復活4回戦

パナソニック　2－1　大阪ガス
日本製鉄瀬戸内　8－0　アスミビルダーズ
- 敗者復活代表決定戦（わかさスタジアム京都）

三菱重工West　1－0　パナソニック
ミキハウス　8－3　日本製鉄瀬戸内
日本新薬、NTT西日本、三菱重工West、ミキハウスが本戦出場

### 中国地区
JR西日本は出場権を獲得済み。
- 予選リーグ Aグループ

ツネイシブルーパイレーツ　10－4　三菱自動車倉敷
三菱自動車倉敷オーシャンズ　3－1　日鉄ステンレス
ツネイシブルーパイレーツ　4－0　日鉄ステンレス
- 予選リーグ Bグループ

JFE西日本　4－2　伯和ビクトリーズ
シティライト岡山　7－3　伯和ビクトリーズ
JFE西日本　9－3　シティライト岡山
- 代表決定戦（倉敷マスカットスタジアム）

JFE西日本　5－4　ツネイシブルーパイレーツ
- 敗者復活1回戦

三菱自動車倉敷オーシャンズ　13－1　シティライト岡山
- 敗者復活代表決定戦（倉敷マスカットスタジアム）

三菱自動車倉敷オーシャンズ　3－2　ツネイシブルーパイレーツ
JFE西日本、三菱自動車倉敷オーシャンズが本戦出場

### 四国地区
- 1次予選

四国銀行　2－1　JR四国
JR四国　17－1　アークバリア
四国銀行　1－0　アークバリア
四国銀行　10－9　JR四国
JR四国　8－1　アークバリア
四国銀行　6－0　アークバリア
- 代表決定対抗戦（2勝先取）（高知県春野運動公園野球場）

JR四国　11－0　四国銀行
JR四国　9－1　四国銀行
JR四国が本戦出場

### 九州地区
西部ガスは出場権を獲得済み。
- 1回戦

日本製鉄九州大分　3－0　エーアールライノス
エナジック　7－2　熊本ゴールデンラークス
新海屋　6－1　宮崎梅田学園
大福ロジスティクス　5－0　沖データコンピュータ教育学院
JR九州　4－2　日産自動車九州
- 2回戦

Honda熊本　11－2　日本製鉄九州大分
エナジック　11－0　新海屋
大福ロジスティクス　3－2　沖縄電力
JR九州　7－0　KMGホールディングス
- 3回戦

Honda熊本　9－0　エナジック
JR九州　1－0　大福ロジスティクス
- 代表決定戦（別大興産スタジアム）

JR九州　8－5　Honda熊本
- 敗者復活1回戦

エナジック　3－1　大福ロジスティクス
- 敗者復活代表決定戦（別大興産スタジアム）

Honda熊本　5－2　エナジック
JR九州、Honda熊本が本戦出場